# Gigantoepalpus heros
Gigantoepalpus heros là một loài ruồi trong họ Tachinidae.